# Tip 99 samohodni top
Tip 99 155 mm samohodni top je japanski samohodni top kojim se služi vojska Japana. Nastao je kao zamjena za stariji Tip 75 samohodni top. U službi je samo japanske vojske i nije ponuđen na međunarodnom tržištu zbog japanskih zakona o zabrani izvoza vojne tehnologije i opreme.

## Opis
Tip 99 samohodni top je naoružan sa 155 mm dalekometnim topom, za koji se vjeruje da ima duljinu cijevi 39 kalibra. Maksimalan domet za standardne visokoeksplozivne granate je 30 km, a s raketama s dodatnim pogonom 38 km. Maksimalna brzina paljbe mu je oko 6 granata u minuti.
Sekundarno naoružanje čini 12,7 mm strojnica koja je postavljena na krov kupole, zaštićena štitom (smanjuje se mogućnost pogibije vojnika koji se koristi njome). Za dodatnu municiju brine se i posebna verzija Tip 99 vozila namijenjenog opskrbom dovoljnih količina municije.
Oklopna zaštita Tip 99 samohodnog topa nije u potpunosti poznata, ali zasigurno osigurava zaštitu od lakog pješačkog naoružanja i krhotina granta manjeg kalibra. Zbog svoje velike težine (40 tona) moguće da može izdržati izravan pogodak grante ispaljene iz 105 mm topa.
Samohodni top je pogonjen Dieselovim motorom, koji razvija 600 KS. 